# Kolartorp, Haninge kommun
Kolartorp är ett före detta torp och ett villaområde i kommundelen Vega i anslutning till centralorten Handen i Haninge kommun, Stockholms län. Kolartorps allé och Kolartorpsvägen påminner fortfarande om den ursprungliga bebyggelsen.

## Historik

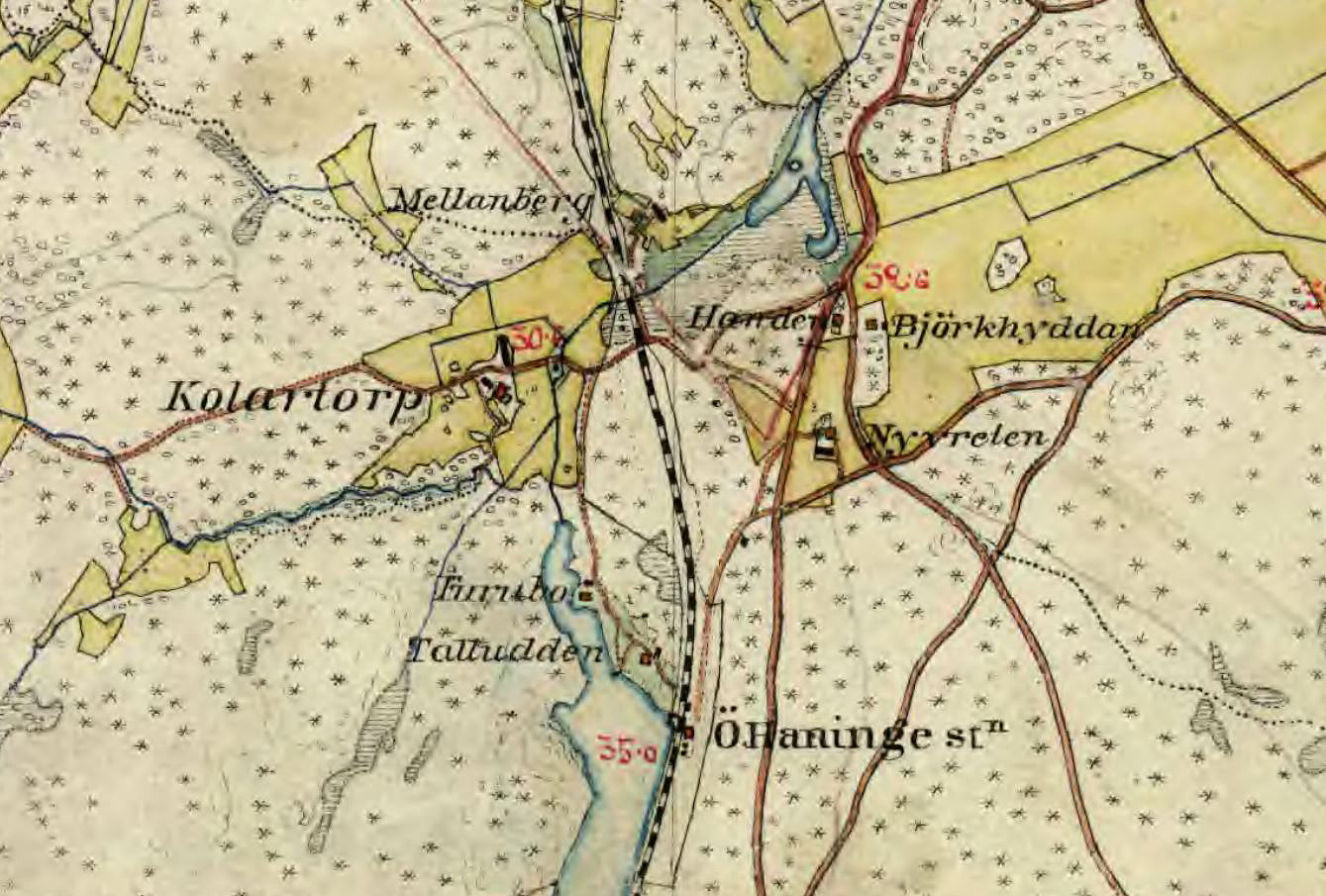
Kolartorp med omgivning 1901.

Till en början låg här torpet Kolartorp, en mindre gård som bland annat beboddes av en kolare. Torpet finns på kartor från 1648 och 1719 samt är tillsammans med Hermanstorp upptaget i de första husförhörslängderna från år 1746. I Rudaskogen kan man ännu hitta en så kallad kolbotten utmed Harspåret, kulturstigen som utgår från Rudans gård.
Torpstugan är fortfarande bevarad och ligger vid Kolartorpsvägen 23, idag ett fritidshus. Byggnaden utgörs av en knuttimrad parstuga med brutet åstak. Fasaderna är klädda med rödfärgad locklistpanel. Byggnaden vilar på en gråstensgrund. Kring huset finns en delvis muromgärdad trädgård med gamla fruktträd och syrenbuskar. I närheten vid Kolartorpsvägen 19, cirka 100 meter öster om torpet, kvarstår även torpets knuttimrade förrådsbod.
Huvudbyggnadens ålder är oklar. Det brutna sadeltaket indikerar att nuvarande stugan tillkom relativt sent. I Gods & Gårdar från 1940 uppges manbyggnaden vara uppförd 1932. Då ägdes gården av David Nilsson (född 1883). Till gården hörde då 58 hektar mark, därav 48 hektar skog. Det fanns två hästar, nio kor, två ungdjur, tre svin och tjugo höns. Den bevarade bebyggelsen räknas till en av kommunens välbevarade kulturmiljöer.
Kolartorp var fram till avstyckningen av Söderbys marker kring 1920 den enda bebyggelsen i området och till stället hörde ett inte obetydligt jordbruk. 

### Nutida Kolartorp
När Nynäsbanan kring sekelskiftet drogs förbi här och Handen blev ett stationssamhälle avstyckades tomter i Kolartorp för villabebyggelse. Även en handelsbod byggdes och ett flertal tvätterier etablerades i området, bland annat på Rudans gård. Nu återstår vid sjön Rudans norra ände endast tvätteriet Nordanå. 
För området gällde en detaljplan (före detta byggnadsplan) som fastställdes i december 1940. Den medgav bebyggelse med en huvudbyggnad i högst två våningar och 140 m² yta samt ett uthus om 30 m². Tomtarean fick ej understiga 1 200 m². Tomtarna blev stora, i regel omkring 1 700 m². Sedan dess har nya detaljplaner tillkommit med förändrade begränsningar, exempelvis större bostadsyta och mindre tomtstorlekar så att styckning blev möjligt. Villaområdet fortsätter alltjämt att expandera och i framtiden kommer den planerade Vega stad att ligga i anslutning till nordvästra Kolartorp.
Elefantberget vid Rudan strax söder om Kolartorp används ibland som ett klätterberg. På krönet ligger fornborgen Ruda skans och mot sjösidan finns en mindre blockgrotta. År 2011 blev Kolartorps naturreservat i skogsområdet mot Hermanstorp ett av kommunens naturreservat, bland annat på grund av sina hällmarker och jättegrytor. I söder gränsar samhället till Rudans naturreservat.

## Bilder

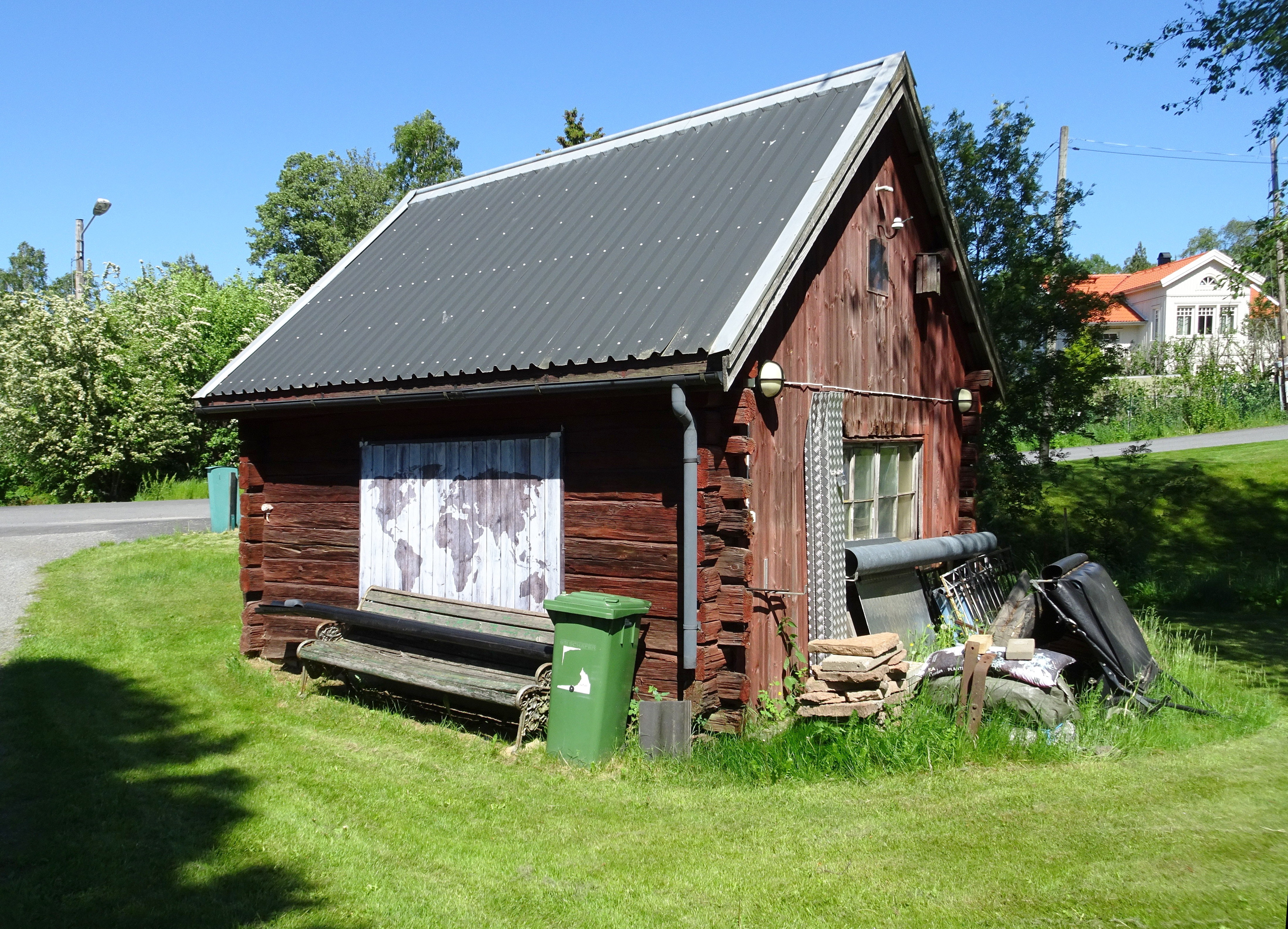
Kolartorpets före detta förrådsbod.
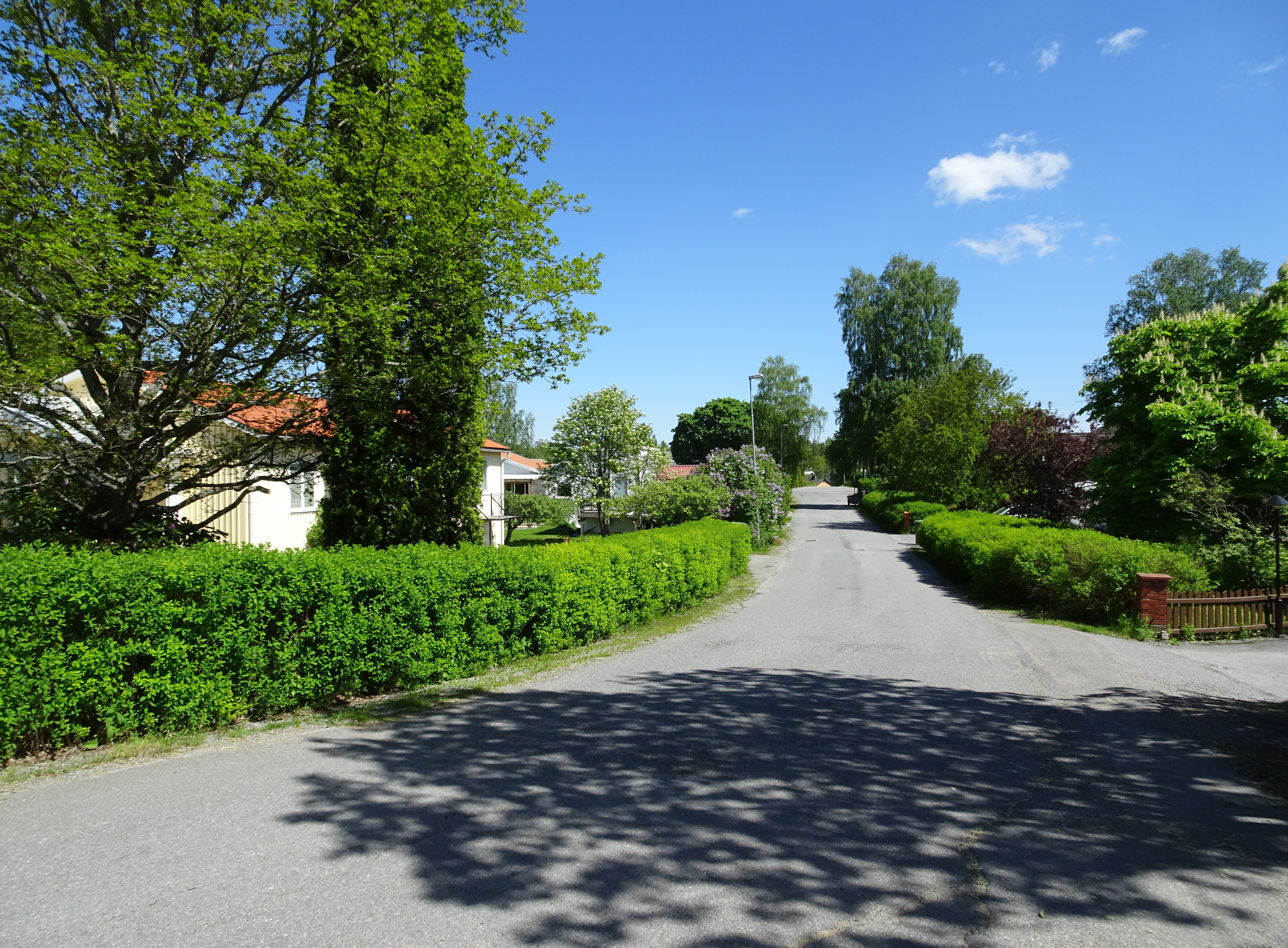
Kolartorpsvägen.
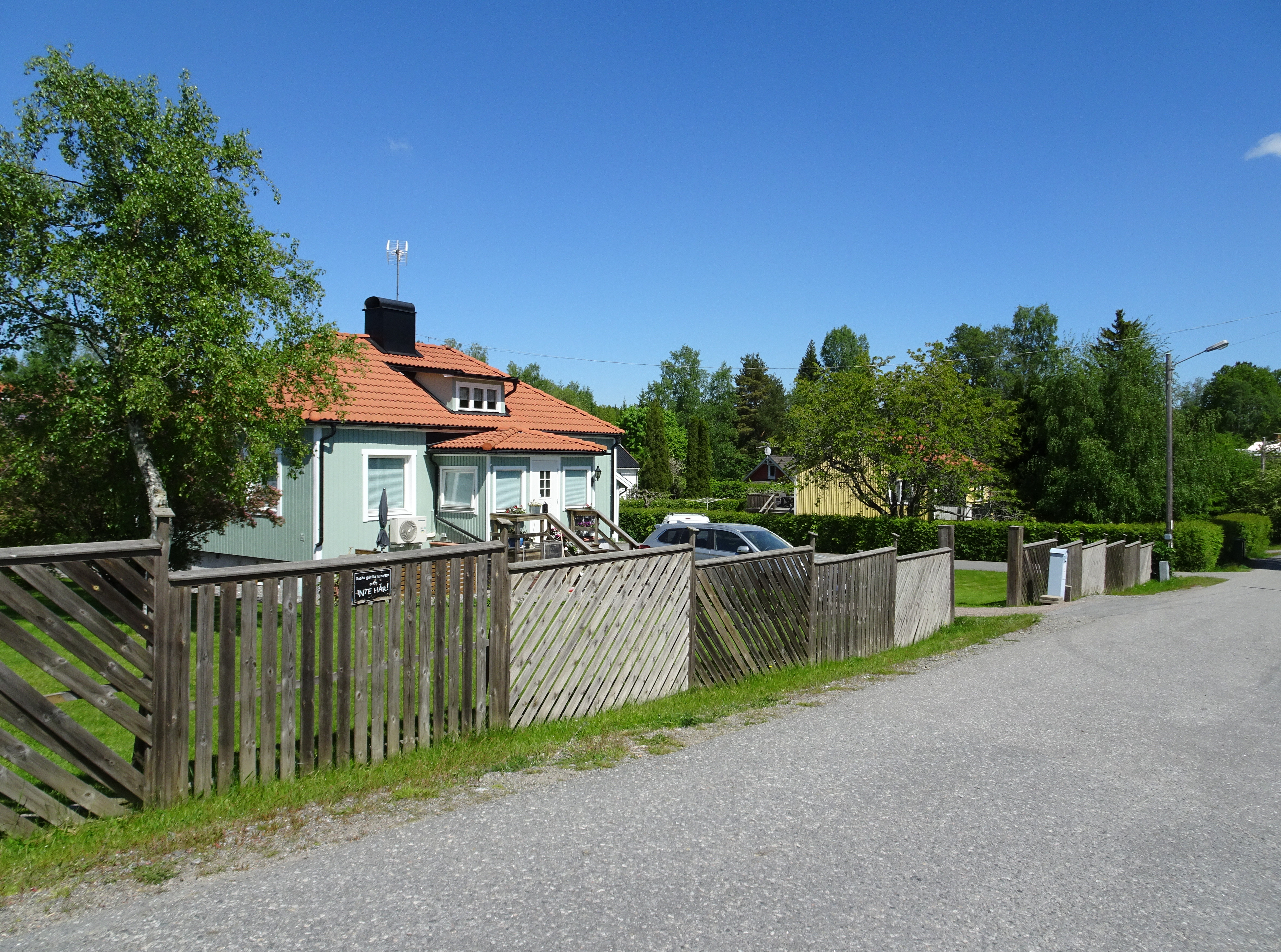
Kolartorps småhusbebyggelse.
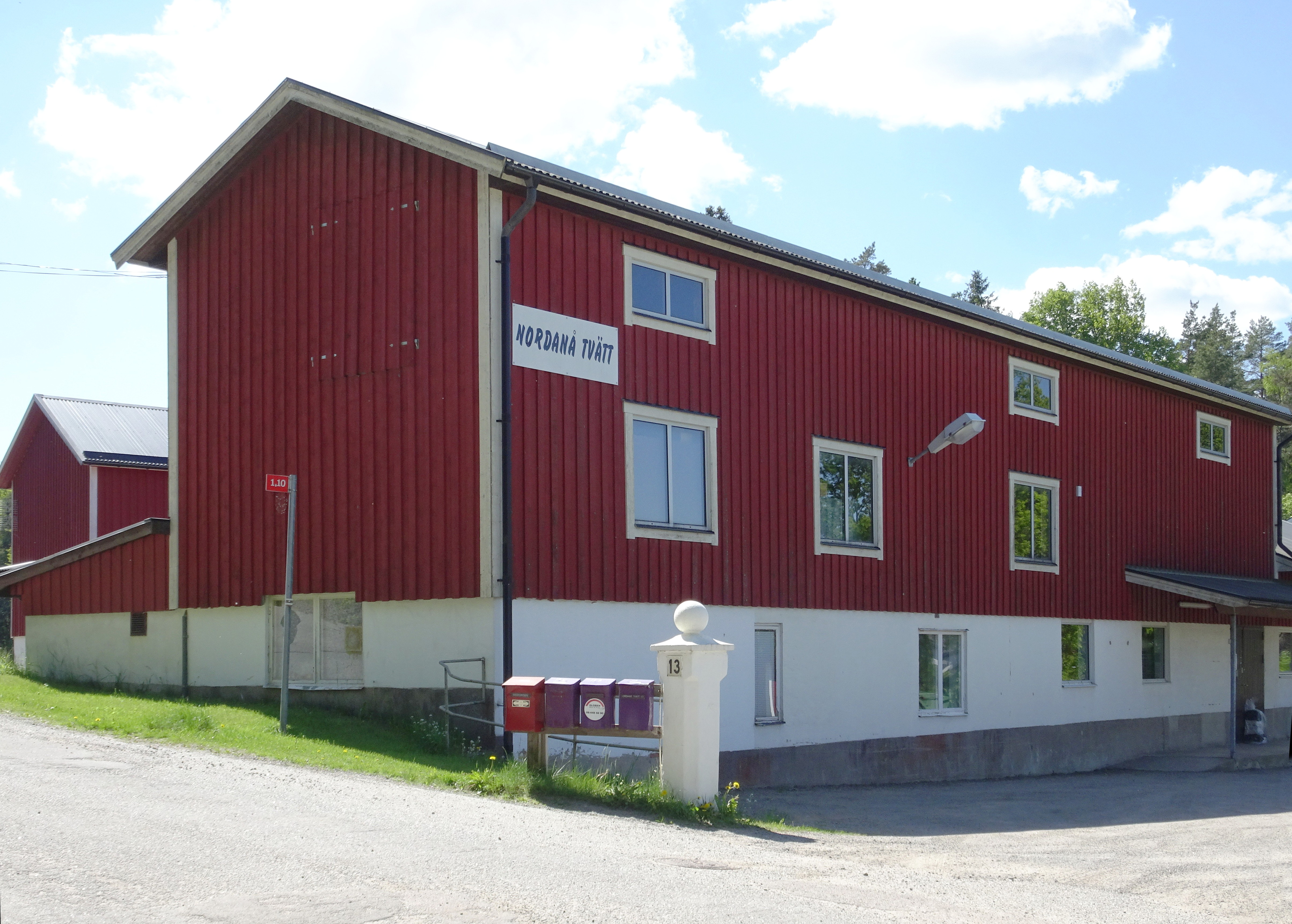
Kolartorp, Nordanå tvätteri.
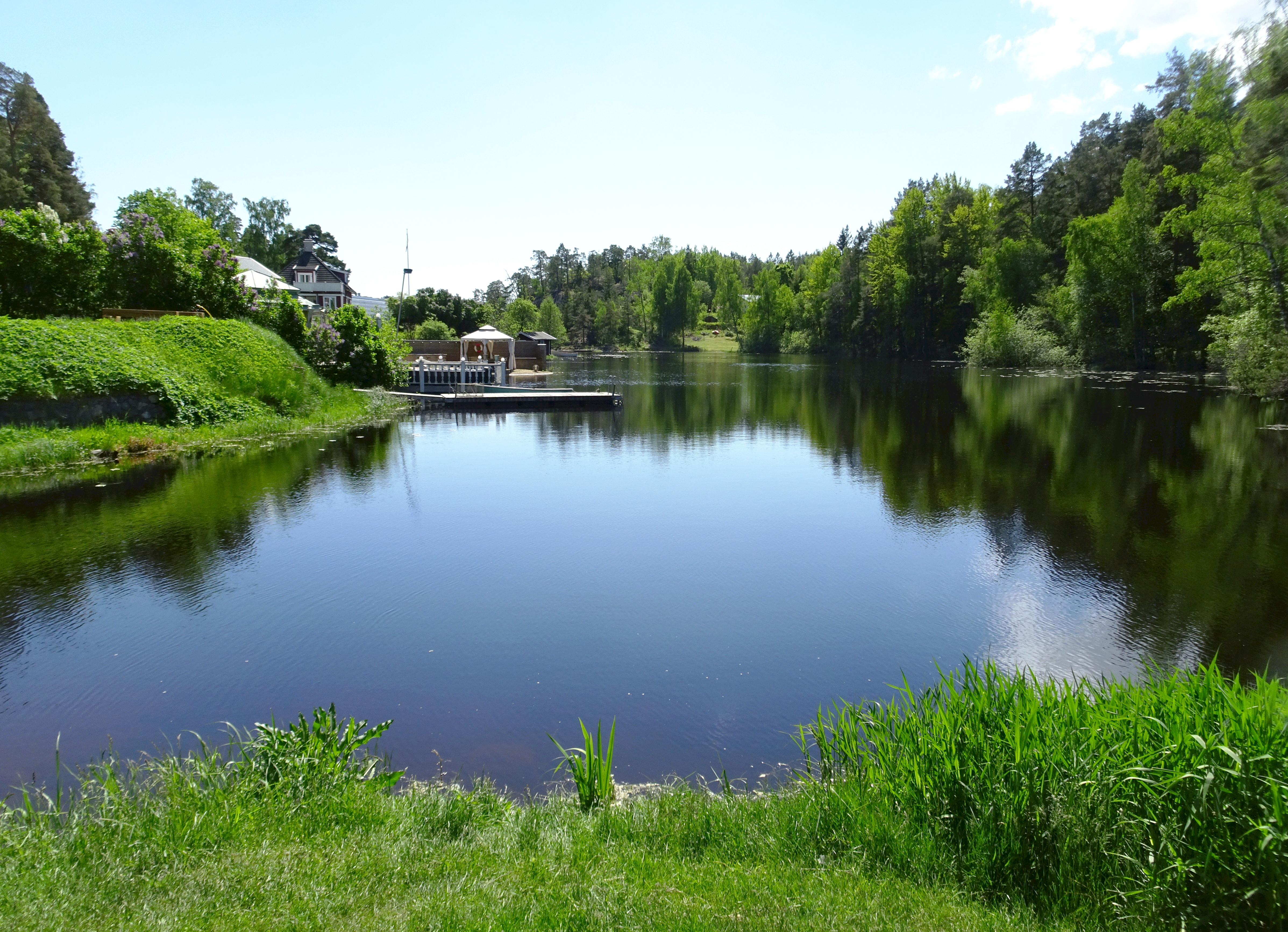
Övre Rudasjön, vy från Kolartorp.